# QuickBASIC
Microsoft QuickBASIC (сокращённо QB, или неправильно «QBasic») — это интегрированная среда разработки и компилятор языка программирования Бейсик, разрабатывавшаяся компанией Microsoft с 1985 по 1988 год. Существовали версии для DOS и Mac OS. Используемый диалект Бейсика основан на диалекте GW-BASIC, однако по сравнению с ним является значительно более совершенным: имеется поддержка пользовательских типов, конструкций структурного программирования, значительно расширена поддержка графических и дисковых операций, программы компилируются, а не интерпретируются. Продукт позиционировался на рынке как переходная версия к Microsoft BASIC Professional Development System.

## История
Версия 1.0 для DOS была выпущена в 1985 году. Начиная с версии 2.0, появляется интегрированная среда разработки с визуальным редактором исходных текстов.
Среди заметных нововведений в язык можно назвать отсутствие нумерации строк, более поздние версии добавили в язык такие структуры управления, как многострочные условные операторы и циклы.
Последняя выпущенная версия имела номер 4.5 и была выпущена в 1988 году. В 1990 году был произведён повторный релиз версии 4.5 с изменённой структурой установочных дисков. Развитие QuickBASIC в качестве Microsoft BASIC Professional Development System продолжалось до версии 7.1, которая увидела свет в 1991 году.
В 1988 году был выпущен QuickBASIC 1.00 для компьютеров Macintosh; системные требования включали 1 мегабайт ОЗУ и версию операционной системы не ниже 4.10 и Finder не ниже 5.50.
Урезанная версия QuickBASIC 4.5 под названием QBasic распространялась с MS-DOS версии 5 и более поздних, а также с различными версиями Windows.
QuickBasic 4.5 некоторое время был доступен для скачивания на сайте Microsoft для подписчиков MSDN.
Начиная с 2007 года независимыми разработчиками развивается кроссплатформенный компилятор QB64 (изначально — QB32), реализующий QuickBASIC, расширенный современными средствами работы с графикой, музыкой и сетью.